# Synagoge (Kamjanez-Podilskyj)

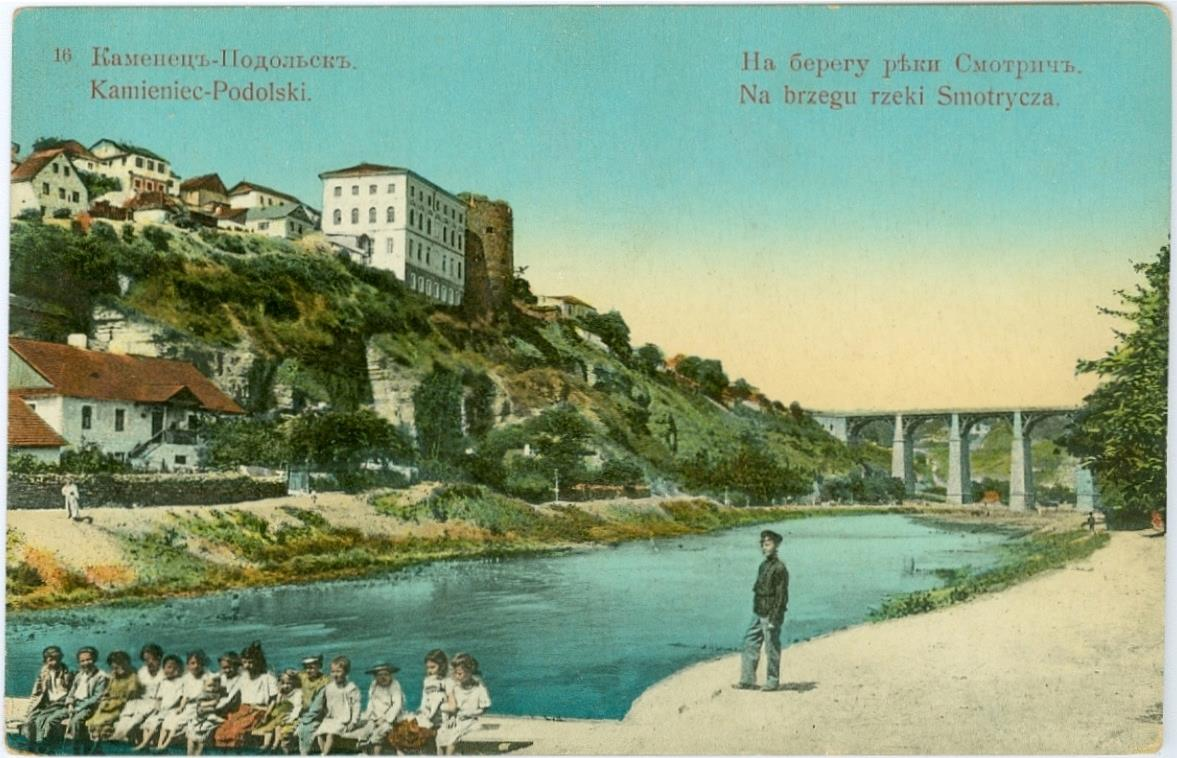
Synagoge 1910

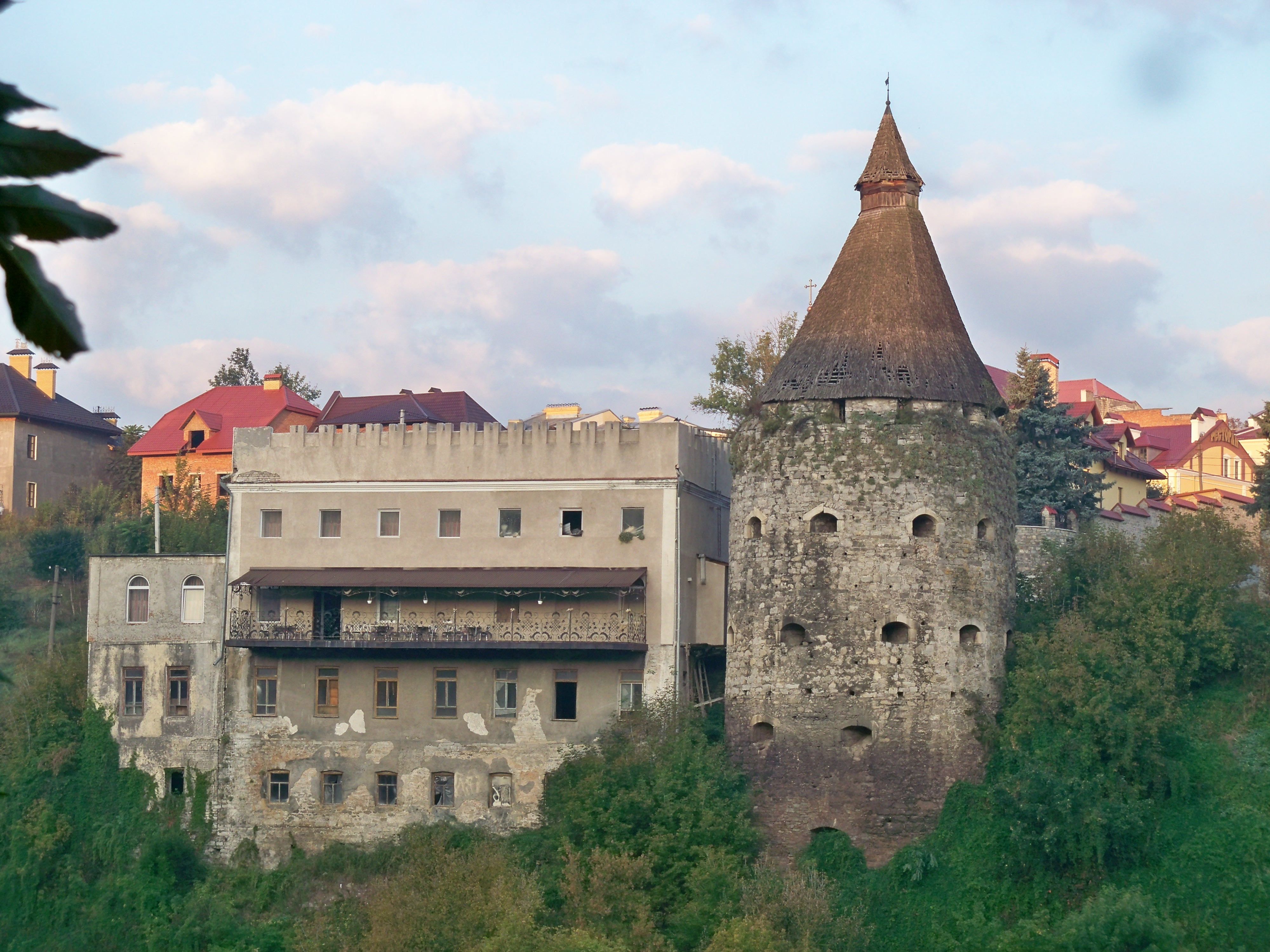
Synagoge 2014

Die Synagoge in Kamjanez-Podilskyj, einer Stadt in der ukrainischen Oblast Chmelnyzkyj wurde vermutlich in der zweiten Hälfte des 19. Jahrhunderts erbaut. Heute befindet sich in dem Gebäude ein Restaurant. Sie liegt an einem steil abfallenden Ufer des Flusses Smotrytsch. Daneben befindet sich der Hontscharsko-Turm der ehemaligen Stadtbefestigung.

## Geschichte
Eine erste jüdische Gemeinde ist bereits zu Beginn des 16. Jahrhunderts erwähnt. Die Synagoge (auch als Synagoge der Schneider bekannt) wurde zwischen 1850 und 1899 errichtet (an anderer Stelle ist aber auch das 18. Jahrhundert genannt).
Im Laufe der Jahre wurde sie durch Umbauarbeiten teilweise verändert und an der südlichen Seite wurde ein Anbau errichtet.
Nach dem Zweiten Weltkrieg und der Ermordung der Juden wurde in dem Gebäude ein Restaurant eingerichtet.

## Architektur
Das monumentale Gebäude der Synagoge hat Festungscharakter. Es basiert auf einem rechteckigen Grundriss entlang der Nord-Süd-Achse. Später wurde an die Südfassade angrenzend ein zweistöckiges Gebäude errichtet, das von der Funktion her zu der Synagoge gehört. Stilistisch wurden Elemente des Barock und des Klassizismus verwendet.
Die Maße des Hauptgebäudes sind 23,55 × 13,40 m; die Gesamtlänge ist  30,65 m.
Durch die Lage an dem Abhang zum Fluss ist die Westfassade zweistöckig, während die Ostfassade vierstöckig ist.
Der Haupteingang befindet sich an der Westfassade, zwei weitere Eingänge sind im Norden und im Süden.
Die Ostseite hat vier Etagen mit je sieben Fenstern; die Westseite hat zwei Etagen mit je sieben Fenstern. Diese ist durch Pilaster zwischen den Fenstern gegliedert.
Die Wände an der Ostseite sind im ersten Stock 1,60 m dick und verjüngen sich nach oben auf 0,80 m.
Wie auf älteren Bildern zu sehen ist, hatte das Gebäude ursprünglich ein Walmdach; später wurde dieses durch ein Flachdach ersetzt und von einer Attika umgeben.
Am ursprünglichen Ort des Toraschreins an der Ostwand ist noch eine Nische zu sehen.
Die Bima ist nicht mehr vorhanden.